# H2g2
H2g2 is een internetencyclopedie (opgericht in 1999) die gebaseerd is op het idee van een digitale encyclopedie in zakformaat zoals die voorkomt in de Hitchhiker's Guide to the Galaxy van Douglas Adams. Op de omslag ervan stond de geruststellende tekst "Don't Panic".
Met de komst van het internet begon een dergelijk hulpmiddel mogelijk te worden. De h2g2-site is dan ook de uitvoering van dit idee. H2g2 kan gezien worden als een voorloper van Wikipedia.